# Leucopis psyllidiphaga
Leucopis psyllidiphaga är en tvåvingeart som beskrevs av Mclean 1998. Leucopis psyllidiphaga ingår i släktet Leucopis och familjen markflugor. Inga underarter finns listade i Catalogue of Life.